# ¿Qué es el otoño?
¿Qué es el otoño? é um filme de drama argentino de 1977 escrito por Daniel Portela, Mario Diament e David José Kohon e dirigido por este último. Foi selecionado como representante da Argentina à edição do Oscar 1978, organizada pela Academia de Artes e Ciências Cinematográficas.

## Elenco
- Alfredo Alcón
- Dora Baret
- Fernanda Mistral
- Alberto Argibay
- Aldo Barbero
- Javier Portales
- Flora Steinberg
- Alicia Zanca
- Catalina Speroni
- Pepe Armil
- Roberto Mosca
- Luis Corradi